# Барнаульська ТЕЦ-2
Барнаульська ТЕЦ-2 — теплова електростанція у Алтайському краї Росії.
В 1955 році ввели в дію першу чергу, яка мала три парові котли продуктивністю по 170 тонн пари на годину та дві парові турбіни від Уральського турбінного заводу типу ПТ-25-90/10 потужністю по 25 МВт (станційні номери 1 та 2).
В 1958—1959 рока стала до ладу друга черга, яка отримала два парові котли продуктивністю по 230 тонн пари на годину та дві парові турбіни від Уральського турбінного заводу потужністю по 25 МВт — одну типу ПР-25-90 (номер 3) та одну типу ПТ-25-90 (номер 4).
В 1961—1964 роках запустили третю чергу із чотирьох парових котлів типу БКЗ-210-140Ф продуктивністю по 210 тонн пари на годину та двох парових турбін від Ленінградського металічного заводу потужністю по 52 МВт (номери 5 та 6)
Четверта черга стала до ладу в 1967-му. Вона отримала два парові котли типу БКЗ-210-140Ф продуктивністю по 210 тонн пари на годину та одну парову турбіну виробництва Ленінградського металічного заводу типу Р-50-130 потужністю 50 МВт (номер 7).
Нарешті, в 1968—1973 роках ввели в дію п'яту чергу з сімома паровими котлами типу БКЗ-210-140Ф продуктивністю по 210 тонн пари на годину та двома паровими турбінами Уральського турбінного заводу типу Т-55-130 потужністю по 55 МВт.
В якийсь момент турбіну № 3 модернізували до рівня ПР-30-90 зі збільшенням потужності до 30 МВт, а турбіни № 4 та № 5 довели до рівня ПТ-60-130 зі збільшенням потужності до 60 МВт. Що стосується котельного господарства, то котел № 10 модернізували до рівня БКЗ-220-140Ф зі збільшенням продуктивності до 220 тон пари на годину, а котли № 11 та № 12 — до рівня БКЗ-250-140Ф зі збільшенням продуктивності до 250 тон пари на годину.
Є відомості, що в 2001-му турбіну № 6 замінили на турбіну типу ПР-60-120/13 з такою саме потужністю 60 МВт.
В 2003-му турбіну № 7 через відсутність достатнього попиту на теплову енергію переномінували до рівня Р-25-130 зі зменшенням потужності до 25 МВт.
В 2014-му турбіни № 8 та № 9 замінили на нові від Уральського турбінного заводу типу Т-65-130-2М потужністю по 65 МВт. Як наслідок, загальна потужність ТЕЦ склала 275 МВт — з урахуванням того, що вже були виведені з експлуатації турбіни № 1 — 4. Відбувались зміни і у котельному господарстві, так, вивели котли № 1 — 5  та котел № 8.
В 2019-му турбіну № 7 переномінували до первісного рівня зі збільшенням потужності до 50 МВт, так що загальний показник станції досягнув 300 МВт.
Як паливо станція використовує вугілля, крім котла № 9, який в 1990-х перевели на газ (надходить до регіону по газопроводу Новосибірськ — Барнаул). 
Для видалення продуктів згоряння призначались три димарі заввишки 100, 120 та 180 метрів. В 2021 році відбулась руйнація верхівки труби № 2 висотою 120 метрів.